# منتخب مدغشقر لكرة السلة
منتخب مدغشقر لكرة السلة هو ممثل مدغشقر الرسمي في المنافسات الدولية في كرة السلة. ينتمي إلى منطقة الاتحاد الأفريقي لكرة السلة. انضم إلى الاتحاد الدولي لكرة السلة في عام 1963.

## البطولات التي شارك فيها
- بطولة أفريقيا لكرة السلة